# Nguyễn Phúc Ngọc Nguyệt
Nguyễn Phúc Ngọc Nguyệt (chữ Hán: 阮福玉玥; 1803 – 1846), phong hiệu Nghĩa Hòa Công chúa (義和公主), là một công chúa con vua Gia Long nhà Nguyễn trong lịch sử Việt Nam.

## Tiểu sử
Hoàng nữ Ngọc Nguyệt sinh năm Quý Hợi (1803), là con gái thứ chín của vua Gia Long, mẹ là Chiêu dung Tống Thị Thuận.
Năm Minh Mạng thứ 5 (1824), tháng giêng, công chúa Ngọc Nguyệt lấy chồng là Vệ úy Nguyễn Đức Hỗ, là con trai cả của Khoái Châu Quận công Nguyễn Đức Xuyên. Cả hai có với nhau được năm con trai và bốn con gái. An Thái Công chúa Ngọc Nga, hoàng nữ thứ bảy của vua Gia Long, cũng lấy một người con trai của Khoái Châu Quận công, là Kiêu kỵ Đô úy Nguyễn Đức Thiện.
Năm Thiệu Trị thứ 5 (1845), vua đi yết Hiếu lăng, nghỉ tại ở hành cung An Bằng. Trời gần sáng, xa giá sắp đi, có Thái trưởng công chúa Ngọc Nguyệt đi võng mang theo người cầm đao, thẳng vào cửa hữu thành, lướt qua màn kiệu, xuyên sang cửa tả đi ra. Bọn Suất đội là Trần Bản không ngăn giữ. Hành dinh đại thần là Hà Duy Phiên sai người đuổi theo hỏi kẻ cầm đao tên là Chu Văn Linh nhưng hắn không chịu ở lại. Duy Phiên đem việc ấy hặc tâu, vua lấy làm lạ, nói rằng: “Chỗ ngự dinh đóng, đã có điều luật chỉ rõ. Thái trưởng công chúa Ngọc Nguyệt tuy là đàn bà, nhưng há lại không biết phận vua tôi! Phò mã đô úy Nguyễn Đức Hựu tuy không cùng đi, nhưng trong đạo vợ chồng, sao không dạy cho biết lễ? Thậm chí không biết kiềm thúc đầy tớ, để cho nó cậy thế chống lại mệnh trên! Còn quân quan túc vệ vốn đã có huấn luyện, bữa nọ đã từng xuống dụ: Phàm kẻ nào xông vào chỗ cấm, bất luận là hoàng thân hay quốc thích, chuẩn cho bắt ngay, tâu lên. Thế mà nay lại có sự phòng ngừa sơ hở như vậy! Không ngờ chúng như cây gỗ nát khó chạm trổ, tội chúng thực khó tránh. Tất cả, đều giao cho Tôn nhân phủ và 2 bộ Binh, Hình tra xét nghị tội”.
Khi án xong dâng lên, tên Linh bị xử giảo giam hậu; bọn thủ hộ Trần Bản bị phạt trượng, cách chức, phát đi quân thứ ở Nam Kỳ; bọn túc vệ canh cổng bị giáng chức. Công chúa Ngọc Nguyệt bị phạt bớt lương 4 năm, còn phò mã Nguyễn Đức Hựu bị cách chức.
Năm thứ 6 (1846), tháng 4 (âm lịch), công chúa Ngọc Nguyệt mất, thọ 44 tuổi, được truy tặng làm Nghĩa Hòa Thái trưởng công chúa (義和太長公主), thụy là Cung Khiết (恭潔), được cấp cho 1000 quan tiền.